# Brandy (album)
Brandy to debiutancki album Brandy Norwood wydany przez Atlantic Records 27 września 1994 roku. W USA album rozszedł się w czterech milionach egzemplarzy, a na świecie w dziewięciu. Wydane zostały z niego cztery single: I Wanna Be Down, Baby, Best Friend, i duet z Wanya Morris (z zespołu Boyz II Men) Brokenhearted.

## Lista utworów
| #   | Tytuł                    |      |
| --- | ------------------------ | ---- |
| 1.  | "Movin' On"              | 4:27 |
| 2.  | "Baby"                   | 5:13 |
| 3.  | "Best Friend"            | 4:48 |
| 4.  | "I Wanna Be Down"        | 4:51 |
| 5.  | "I Dedicate (Part I)"    | 1:29 |
| 6.  | "Brokenhearted"          | 5:52 |
| 7.  | "I'm Yours"              | 4:01 |
| 8.  | "Sunny Day"              | 4:29 |
| 9.  | "As Long As You're Here" | 4:45 |
| 10. | "Always on My Mind"      | 4:06 |
| 11. | "I Dedicate (Part II)"   | 0:55 |
| 12. | "Love Is on My Side"     | 5:09 |
| 13. | "Give Me You"            | 4:25 |
| 14. | "I Dedicate (Part III)"  | 1:01 |